# Letališče Sjenica
Letališče Sjenica (srbska cirilica Аеродром Сјеница, latinica Aerodrom Sjenica) je vojaško letališče v Srbiji, ki leži blizu Sjenice.